# Prager Loreto

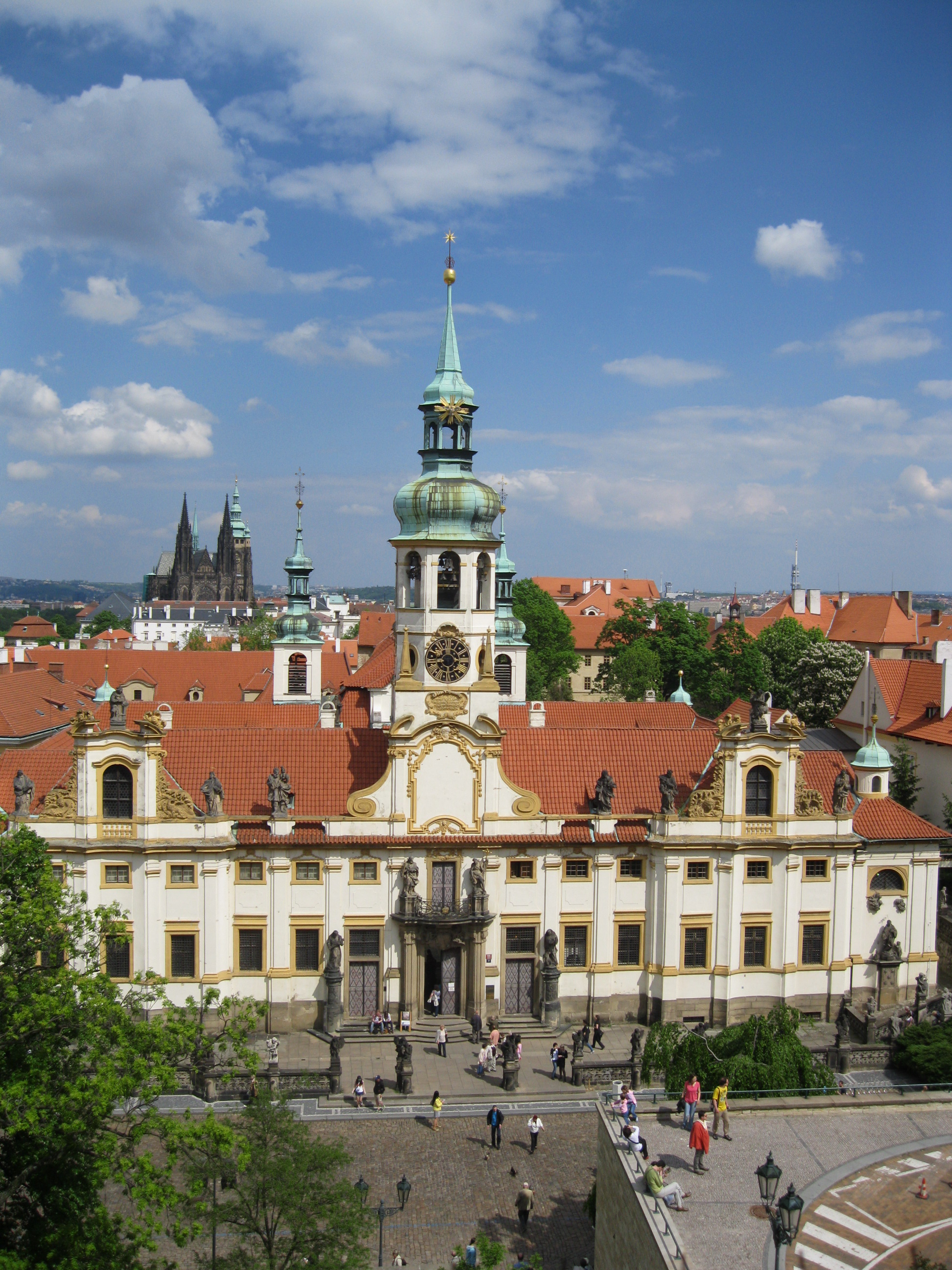
Blick auf das Prager Loreto vom Palais Czernin

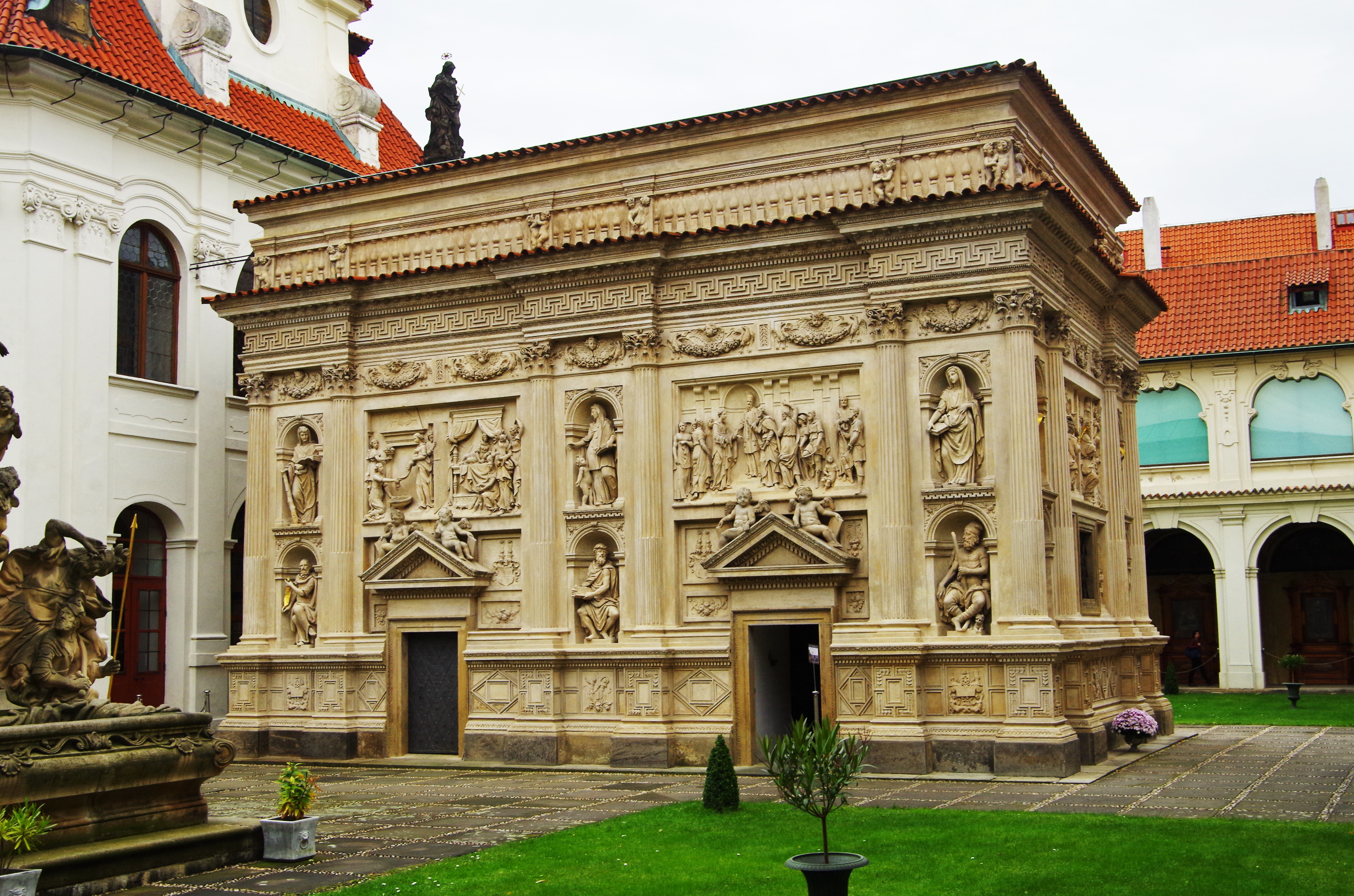
Die Loretokapelle

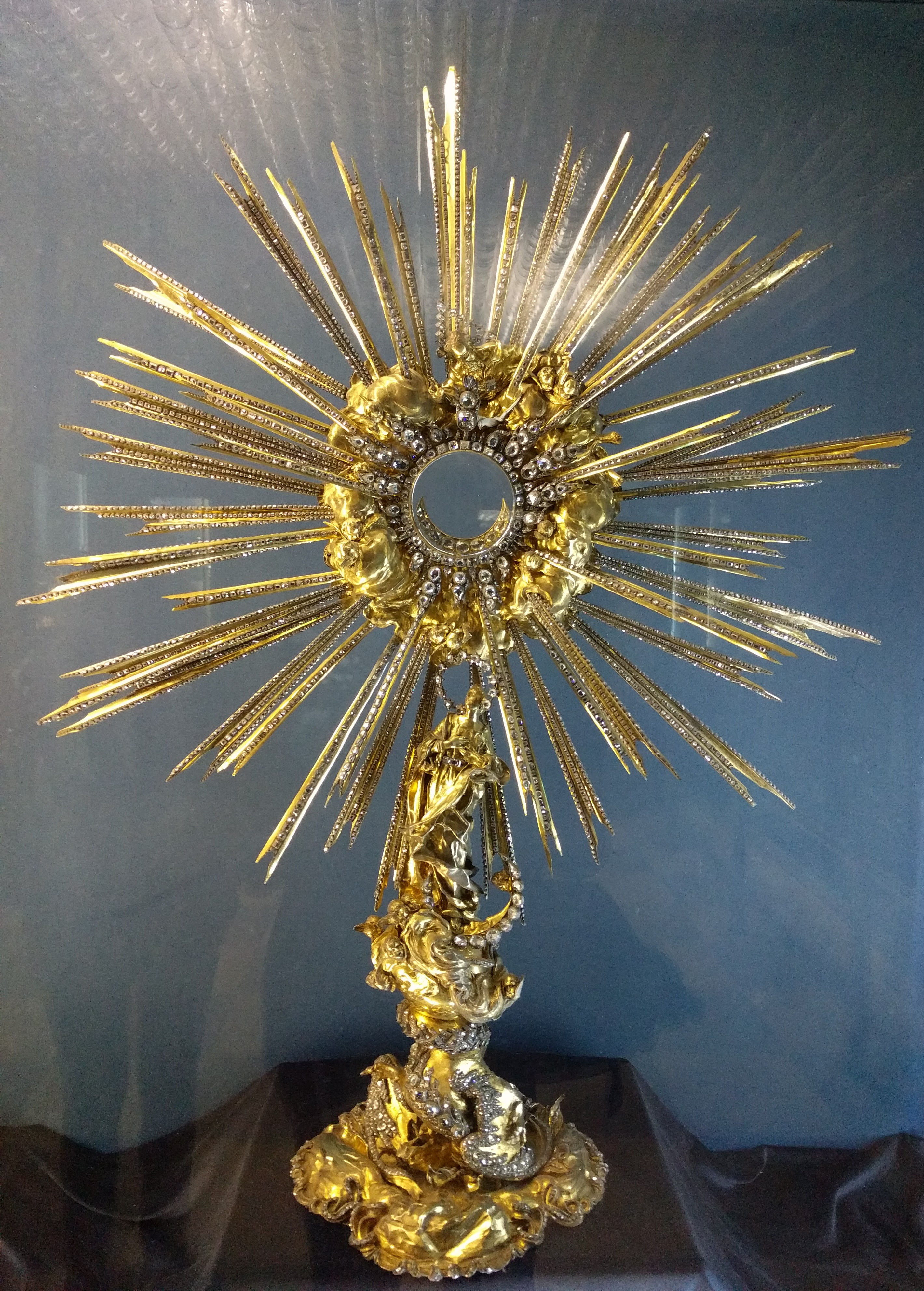
Prager Sonne, eine 1699 in Wien gefertigte Monstranz aus vergoldetem Silber, mit 6222 Diamanten

Das Prager Loreto (tschechisch Pražská Loreta) ist ein barocker Gebäudekomplex auf dem Hradschin in Prag. Das Kapuzinerkloster besteht aus der Kirche Christi Geburt, der Loretokapelle und einem repräsentativen Konventsgebäude mit Glockenturm.

## Geschichte
Nach dem Sieg der Katholischen Liga bei der Schlacht am Weißen Berg 1621 führte ein umfassender Rekatholisierungsprozess zur Gründung von Loreto-Wallfahrtsstätten in ganz Böhmen. Dies galt als eines der Mittel, das Interesse der böhmischen Bevölkerung an der katholischen Religion wiederzugewinnen.
Die eher kleine Prager Loretokapelle, die eine Nachbildung der Casa santa in der italienischen Gemeinde Loreto in der Provinz Ancona ist, steht im Innenhof des Gebäudekomplexes mit großem Kirchenschiff, Glockenturm und Seitenflügeln. Der 1626 begonnene Bau der Casa Santa wurde von Benigna Katharina von Lobkowicz finanziert und vom beauftragten italienischen Baumeister Giovanni Batista Orsi 1631 vollendet. Im 18. Jahrhundert wurde der Hof mit zwei von dem Prager Bildhauer J. M. Brüderle geschaffenen Brunnen ausgestattet. Der Bau des Prager Loreto dauerte von 1626 bis 1750. Im Jahr 1721 wurde die barocke Front durch Christoph und Kilian Ignaz Dientzenhofer errichtet. 
Die Orgel in der Loreto-Kirche stammt von Leopold Spiegel. Der Urheber des Skulpturenschmucks ist H. Kohl. Das 1694 in Amsterdam erstellte, aus 30 Glocken bestehende Glockenspiel ist im frühbarocken Turm untergebracht. Der Uhrmacher des komplizierten Spielwerks, das stündlich das Marienlied „Tisíckráte pozdravujem tebe, o Matičko Krista Ježíše – Tausendmal stets wollen wir dich grüßen, dich, o reinste Mutter Jesu Christ“ ertönen lässt, war der Prager Peter Neumann.
Die Schatzkammer mit Juwelen, mit Gemälden von großem kunsthistorischem Wert und vor allem mit den zahlreichen Monstranzen ist ein wertvoller Bestandteil des Loreto-Heiligtums in Prag. Weltberühmt ist die Prager Sonne, eine 1699 in Wien gefertigte Monstranz aus vergoldetem Silber, die mit 6222 Diamanten geschmückt ist. Sie ist 89,5 cm hoch, 70 cm breit und wiegt 12 kg. In Auftrag gab sie Ludmilla Eva Franziska Gräfin Kolowrat-Krakowsky, die in der Loretokapelle auch ihre letzte Ruhestätte fand. 